# Marion, Virginia
Marion är administrativ huvudort i Smyth County i Virginia. Orten har fått sitt namn efter militären Francis Marion. Vid 2010 års folkräkning hade Marion 5 968 invånare.